# 叶海亚·谢里
叶海亚·谢里（阿拉伯語：يحيى سليمان علي الشهري，1990年6月26日—）是沙特阿拉伯的职业足球运动员，司职中场，现效力于沙特阿拉伯职业足球联赛的纳赛尔足球俱乐部。他出自伊蒂法克青训系统，2009－10赛季完成首秀，2013年以4,800万里亚尔的价格加盟豪强球队纳赛尔，创下沙特阿拉伯足球运动员转会纪录。作为沙特阿拉伯足球协会和西班牙足球甲级联赛合作计划的一部分，他在2018年被租借至西甲联赛的利根尼斯效力，但是并没有正式比赛出场记录。
2018年，他入选了沙特阿拉伯队征战2018年国际足联世界杯的大名单。

## 成年国家队进球统计
比分顺序中沙特阿拉伯国家队在先
| #  | 日期           | 场地                            | 对手       | 得分 | 赛果 | 赛事                       |
| -- | -------------- | ------------------------------- | ---------- | ---- | ---- | -------------------------- |
| 1. | 2013年3月17日  | 马来西亚莎阿南体育场            | 马来西亚   | 2–0  | 4–1  | 友谊赛                     |
| 2. | 2015年6月11日  | 达曼法赫德王子球场              | 巴勒斯坦   | 1–0  | 3–2  | 2018年國際足協世界盃外圍賽 |
| 3. | 2015年9月3日   | 吉达阿卜杜拉国王球场            | 东帝汶     | 1–0  | 7–0  | 2018年國際足協世界盃外圍賽 |
| 4. | 2015年11月17日 | 东帝汶帝力国家体育场            | 东帝汶     | 3–0  | 10–0 | 2018年國際足協世界盃外圍賽 |
| 5. | 2016年10月11日 | 吉达阿卜杜拉国王球场            | 阿联酋     | 3–0  | 3–0  | 2018年國際足協世界盃外圍賽 |
| 6. | 2017年3月28日  | 吉达阿卜杜拉国王球场            | 伊拉克     | 1–0  | 1–0  | 2018年國際足協世界盃外圍賽 |
| 7. | 2018年5月9日   | 西班牙加的斯拉蒙·德卡兰萨体育场 | 阿尔及利亚 | 2–0  | 2–0  | 友谊赛                     |
| 8. | 2018年5月28日  | 瑞士圣加仑康步公园              | 義大利     | 1–2  | 1–2  | 友谊赛                     |

## 荣誉
- 沙特阿拉伯职业足球联赛：2013–14，2014–15
- 沙特王儲盃：2013–14